# Roland Mortier
Pour les articles homonymes, voir Mortier.
Roland Mortier, né à Gand le 21 décembre 1920 et mort le 31 mars 2015  à Bruxelles,, est un romaniste belge qui fut professeur à l’université libre de Bruxelles.

## Éléments biographiques
Mortier a étudié la philologie romane ; il est l’auteur de plusieurs ouvrages historiques sur les grands penseurs du XVIIIe siècle.
Il a obtenu le prix Francqui en 1965 et a été élu membre de l’Académie royale de langue et de littérature françaises de Belgique en 1969.
Retraité depuis 1985, il a été élu en 1993 associé étranger de l’Académie des sciences morales et politiques.

## Distinctions
- 1965 : prix Francqui
- 2006 : grand prix de la francophonie[5]

## Travaux

### Diderot
- Diderot en Allemagne : 1750-1850, Paris, Presses universitaires de France, 1954, 464 p. Rééd. mise à jour, Slatkine Reprints, 1986.
- Denis Diderot, Pensées philosophiques, édité et présenté par Roland Mortier, Arles, Actes Sud  1998.
- Diderot et le grand goût : the prestige of history painting in the 18th century, Oxford, University Press, 1982.
- Mortier Roland, Trousson Raymond (dir.), Dictionnaire de Diderot, Paris, Honoré Champion, 1999.
- Roland Mortier, Michèle Mat (dir.), Diderot et son temps (catalogue d'exposition), Bruxelles, Bibliothèque royale de Belgique, 1985.
- Denis Diderot, Le Pour et le Contre, Hill Emita B., Mortier Roland (préf.), Trousson Raymond (introd.), Paris, Hermann, 1986, coll. DPV, n° 15. Compte rendu : M. Buffat, Recherches sur Diderot et sur l'Encyclopédie, 1987, n° 3, p. 164.

### Autres
- Voltaire : les ruses et les rages du pamphlétaire, London, Athlone Press, 1979  (ISBN 9780485161090).
- L'originalité : une nouvelle catégorie esthétique au siècle des lumières, Genève, Droz, 1982. Compte rendu Daniel Van der Cruysse, in : Revue belge de philologie et d'histoire, 1984 (vol. 62), n° 3, p. 558-559.
- Roland Mortier et Hervé Hasquin (éd.), Jean-François Vonck (1743-1792) (actes de colloque), Bruxelles, Éditions de l'Université de Bruxelles, 1996, coll. Études sur le XVIIIe siècle, n° 24  (ISBN 9782800411323).

### Source
- (nl) Cet article est partiellement ou en totalité issu de l’article de Wikipédia en néerlandais intitulé « Roland Mortier » (voir la liste des auteurs).